# Joachim Staaf
Kent Joachim Staaf, född 19 augusti 1967, är en svensk tränings-/kostcoach och f.d. dansare och koreograf.

## Biografi
Joachim Staaf började dansa hos Lasse Kühler när han var tolv år och var med i många shower redan i ung ålder. Han gick Balettakademiens ettåriga förberedande danslinje i Stockholm och började därefter på den treåriga yrkesdanslinjen, men slutade på Balettakademin efter två år för att vidareutbilda sig i Los Angeles istället. Han hade i mitten av 1980-talet en roll då After Dark satte upp en show i Stockholm med Billy Goodson som koreograf. Åren därefter studerade han dans i Los Angeles och var med i flera shower i Sverige, bland annat Zarah the musical på Intiman. Joachim Staaf är den första och hittills enda svenska manliga dansare som varit solist och förstedansare på Moulin Rouge i Paris. Under en 16-årsperiod (1988–2004) gjorde han över 8 000 föreställningar på Moulin Rouge. I Paris kom han i kontakt med och studerade för dramapedagogen Jack Garfein, för vilken han utbildade sig till skådespelare och regissör. Staaf finns också  citerad i Mr. Garfeinds bok med ett exempel på hur man resumerar en pjäs ur en skådespelares synvinkel. Staaf var under några år representerad skådespelare av Lisa King på Kingtalent i Vancouver. han medverkade i pjäser både i Paris och på teaterfestivalen i Avignon.
Efter åren i Paris flyttade han med familjen till Sverige. Under åren i Paris hade han och den franska kollegan/modellen Sandrine blivit ett par. Han var 2007 skådespelare i tre filmer: Eden Log, 99 francs och kortfilmen Saving Mom and Dad. Saving Mom and Dad vann över 16 internationella priser på filmfestivaler världen över  i olika kategorier. Han har även skrivit ett långfilmsmanus tillsammans med producenten för TV-serierna Stargate och MacGyver, Mike Greenburg, och påbörjade 2009 en bok om sitt liv som förstedansare i Paris.
Han koreograferade A Christmas Carol på Maximteatern 2009–2015 och även 2017 och var dessutom projektledare för dansavdelningen vid Folkuniversitetet i Södertälje mellan 2008 och 2013. Staaf har under åren undervisat dans i Stockholm på följande skolor: Balettakademins yrkesutbildning, Base23, Danscenter Stockholm, dchs och Lasse Kühlers dansskola. Mellan 2011 och 2012 arbetade Staaf med produktionsbolaget Dröse&Norberg Nöjen/Event som huskoreograf, projektledare och medkreatör. Han driver också sitt företag Productions Sthlm-Paris, med vilket han sedan 2014 arrangerat 4 hälsokryssningar vid namn "Hälsokicken" i samarbete med bland andra Viking Line. Han arbetar även med företagsevent, teambuilding, formatutveckling för TV i Frankrike och Sverige, Han var även motorn bakom den svenska hitgruppen Younghearts. Gruppen grundades på Staafs initiativ tillsammans med en grupp etablerade proffs inom musik, sång och media, men splittrades tyvärr senare. Gruppen lämnade dock kvar några videos efter sig på youtube och låtar på Spotify.
För tillfället arbetar Joachim i Stockholm med coaching inom träning och hälsa. Han är även i Paris ibland och utbildar instruktörer. 

## Filmografi (urval)
- 2014 – Faust 2.0

## Teater

### Roller
| År   | Roll     | Produktion                                                      | Regi             | Teater                   |
| ---- | -------- | --------------------------------------------------------------- | ---------------- | ------------------------ |
| 2010 | Ensemble | Sugar - I hetaste laget Jule Styne, Bob Merrill och Peter Stone | Bo Hermansson    | Oscarsteatern            |
| 2017 | Ensemble | Billy Elliot Elton John och Lee Hall                            | Ronny Danielsson | Kulturhuset Stadsteatern |

### Koreografi
| År   | Produktion | Upphovsmän                        | Regi                          | Teater |
| ---- | ---------- | --------------------------------- | ----------------------------- | ------ |
| 2011 | Modren     | Ulrika Larsson och Sissela Nutley | Ulrika Larsson Olle Ljungberg | Rival  |